# Brzeźnica (gmina w województwie małopolskim)
Brzeźnica – gmina wiejska, położona na południe od rzeki Wisły, w odległości 35 km od Oświęcimia, 28 km od Krakowa i 25 km od Wadowic. W latach 1975–1998 gmina położona była w województwie bielskim. Siedzibą gminy jest Brzeźnica.
Na terenie 13 wsi gminy znajduje się 14 sołectw.
Brzeźnica, Bęczyn, Brzezinka, Chrząstowice, Kopytówka, Kossowa, Łączany, Marcyporęba, Nowe Dwory, Paszkówka, Sosnowice, Tłuczań, Wyźrał.
Miejscowość Bachorowice jest sołectwem, ale bez statusu wsi.
Według danych z 31 grudnia 2017 roku gminę zamieszkiwało 10 285 osób.

## Historia
Gmina zbiorowa Brzeźnica została utworzona 1 sierpnia 1934 roku w powiecie wadowickim w woj. krakowskim z 14 dotychczasowych jednostkowych gmin wiejskich: Bęczyn, Brzezinka ad Kopytówka, Brzeźnica, Chrząstowice, Jaśkowice, Kopytówka, Kossowa, Lgota, Marcyporęba, Nowe Dwory, Paszkówka, Sosnowice, Tłuczań i Wielkie Drogi.
Podczas II wojny światowej znalazł się w Generalnym Gubernatorstwie, w powiecie Krakau-Land w dystrykcie krakowskim. Okupant niemiecki przyłączył wówczas do gminy Brzeźnica gromady Facimiech i Pozowice z gminy Czernichów oraz gromady Lipowa, Łączany, Półwieś, Ryczów i Zygodowice z przedzielonej granicą państwową (i zatem zniesionej) gminy Spytkowice.
Po wojnie, gminę Brzeźnica odtworzono w oryginalnym składzie, wzmacniając ją tylko o jedną, nowo utworzoną gromadę – Wyźrał. 1 lipca 1952 składała się z 15 gromad. Gmina Brzeźnica została zniesiona 29 września 1954 roku wraz z reformą wprowadzającą gromady w miejsce gmin.
W związku z reaktywowaniem gmin 1 stycznia 1973, przywrócono gminę Brzeźnica. Nowa gmina Brzeźnica objęła większość jej dawnych gromad/sołectw. Nie objęła jednak Jaśkowic i Wielkich Dróg, które włączono do gminy Skawina, oraz Lgoty, którą włączono do gminy Tomice. Ponadto gminę Brzeźnica zwiększono o Łączany i Półwieś, które dawniej należały do gminy Spytkowice (1945–54 do gminy Ryczów).
1 stycznia 2007 Półwieś powróciła do gminy Spytkowice.

## Zmiany administracyjne
- 1 stycznia 2006 z gminy Brzeźnica wyłączono przysiółek Koło (ze wsi Chrząstowice) oraz przysiółek Sokółka (ze wsi Łączany), które weszły w skład gminy Czernichów[11].
- 1 stycznia 2007 z gminy Brzeźnica wyłączono wieś Półwieś, która weszła w skład gminy Spytkowice[12].

## Demografia

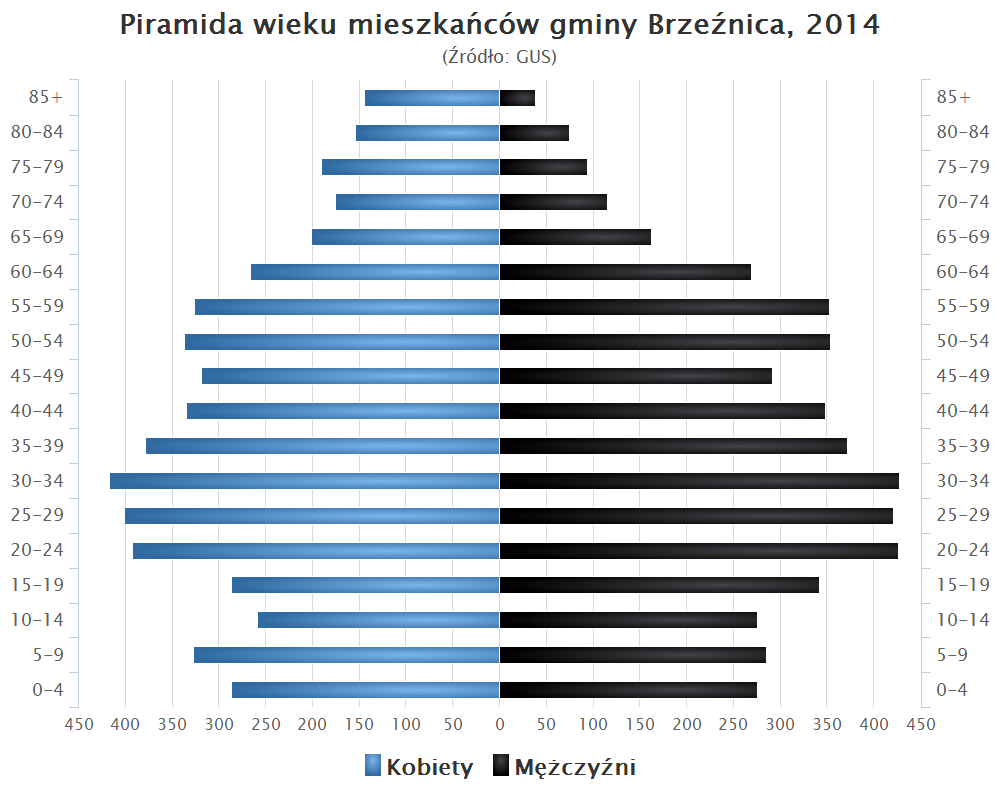
Piramida wieku mieszkańców gminy Brzeźnica w 2014 roku

## Sąsiednie gminy
Czernichów, Kalwaria Zebrzydowska, Skawina, Spytkowice, Tomice, Wadowice.